# Hair (musical)
Para la película del mismo nombre, véase Hair.
Hair, subtitulado The American Tribal Love/Rock Musical, es una ópera beat sobre la cultura hippie de los años 1960 en los Estados Unidos, incluyendo el amor, la paz, la libertad sexual o el uso de drogas, todo lo cual produjo cierto impacto en la época, incluidos los desnudos integrales de todos los actores en algunas escenas. Más allá de todo esto, el musical Hair ha dejado algunas de las canciones más conocidas en todo el mundo hasta hoy en día, y que llegaron a ser himnos de la paz, como «Aquarius» o «Let the Sunshine in», a pesar de que mucha gente no conoce el musical al que pertenecen.
La obra fue originalmente escrita por James Rado y Gerome Ragni y crearon las letras de las canciones para las que Galt MacDermot compuso la música.
Las primeras representaciones, a modo de prueba, se realizaron en 1967 en un club neoyorquino llamado The Cheetah. Luego se estrenó en  en el Public Theater del off-Broadway el 17 de octubre de 1967 con bastante éxito; y se trasladó finalmente al Teatro Biltmore de Broadway el 29 de abril de 1968 donde se mantuvo durante 1.750 representaciones. El estreno en Londres se produjo el 27 de septiembre de 1968 en el Shaftesbury Theatre, y se hicieron 1998 representaciones hasta el cierre forzado por el hundimiento del techo del teatro en julio de 1973. La obra ha sido representada múltiples veces en todo el mundo y hasta nuestros días. El estreno en España fue en 1975 en Barcelona y Madrid, en inglés y con el título "Rock clásico de los 60". La versión en castellano se estrenó en 1977 y ya con el nombre original.
En 1979 se produjo una película basada en el musical y con el mismo nombre (Hair), dirigida por Miloš Forman y protagonizada por Treat Williams, Beverly D'Angelo y John Savage.
La banda sonora, tanto de la obra teatral como de la película, ha sido editada en los distintos formatos habidos desde su estreno.

## Significación política y cultural
La obra desafió muchas de las "normas" establecidas por la sociedad occidental en ese entonces y causó controversia desde su estreno, generando mucha publicidad el final del Acto I, en el que actores y actrices aparecían desnudos en el escenario. Esto se convirtió en una cuestión legal cuando la representación salió de gira por los Estados Unidos, porque el desnudo teatral era aceptable en Nueva York en aquella época, pero era desconocido en otros sitios. La obra también fue acusada judicialmente por desprecio a la bandera americana y por el uso de lenguaje obsceno, llegando el caso hasta el Tribunal Supremo. En el Reino Unido la controversia generada en torno al musical Hair significó el fin de la censura en los escenarios teatrales del país.

## Reparto
- La "tribu" hippie original de Nueva York incluyó a James Rado, Gerome Ragni, Shelley Plimpton, Kim Milford, Melba Moore, Paul Jabara, Ben Vereen, Meat Loaf, Jobriath y Diane Keaton (en un pequeño papel).
- La "tribu" original de Buenos Aires (Argentina) incluyó a Valeria Lynch, Horacio Fontova, Rubén Rada, Mirta Busnelli, Carola Cutaia y Cristina Bustamante (la muchacha de la canción "Muchacha (Ojos de papel)"). Representada entre 1971-1974.
- La "tribu" original de Londres incluyó a Paul Nicholas, Richard O'Brien, Melba Moore, Elaine Paige, Tim Curry, Marsha Hunt y Alex Harvey.
- La "tribu" original de Berlín incluyó a Donna Summer.

## Últimas producciones
- James Rado ha dado su bendición a una puesta al día de las letras para ponerla en el contexto de la guerra del Golfo de 2003 en vez de la guerra de Vietnam, y el estreno tuvo lugar el 12 de septiembre de 2005 en el Gate Theatre de Londres. Web del Gate Theatre

- El productor original Michael Butler está colaborando con la La Guardia High School of Music & Art and Performing Arts de Nueva York para lanzar una producción de Hair en diciembre de 2005. Web de La Guardia High School.

- Se estrenó de nuevo en marzo de 2009 en Broadway, con Gavin Creel en el papel de Claude

- En el 2019, conmermorando su 50 aniversario, estrenó la versión Argentina, en la Ciudad Cultural Konex bajo la dirección de Pablo Gorlero, con Agustín Iannone en el papel de Claude, Diego Rodríguez como Berger, Belén Ucar en el papel de Sheila, Mariel Percossi en el papel de Jeanie, y gran elenco.

## Lista de temas
- Aquarius
- Sodomy
- Donna/Hashish
- Colored Spade
- Manchester
- Abie Baby/Fourscore
- I'm Black/Ain't Got No
- Air
- Party Music
- My Conviction
- I Got Life
- Frank Mills
- Hair
- L. B. J.
- Electric Blues/Old Fashioned Melody
- Hare Krishna
- Where Do I Go?
- Black Boys
- White Boys
- Walking in Space
- Easy to be Hard
- 3-5-0-0
- Good Morning Starshine
- What a Piece of Work is Man
- Somebody to Love
- Don't Put it Down
- The Flesh Failures/Let the Sunshine in